# Ancylodactyla elata
Ancylodactyla elata is een krabbensoort uit de familie van de Leucosiidae. De wetenschappelijke naam van de soort is voor het eerst geldig gepubliceerd in 1994 door Zarenkov.